# Chambre de la taille et des subhastations
La chambre de la taille et des subhastations est un monument historique situé à Strasbourg, dans le département français du Bas-Rhin.

## Localisation
Ce bâtiment est situé au 2, rue du Vieux-Marché-aux-Grains à Strasbourg.

## Historique
L'édifice fait l'objet d'une inscription au titre des monuments historiques depuis 1937.